# Заречный (Карачаево-Черкесия)
Заре́чный — посёлок в Дружбинском сельском поселении Прикубанского района Карачаево-Черкесии.

## География
Расположен в 3 км к западу от Черкесска.

## Население
| 2002 | 2010 | 2021 |
| ---- | ---- | ---- |
| 336  | ↗358 | ↘356 |

Национальный состав:
1. Карачаевцы — 350 человек.
2. Русские — около 8 человек.[источник не указан 4170 дней]

## Достопримечательности
- Небольшой сад, в котором часто отдыхают не только местные жители. В саду растет много плодоносящих деревьев (яблоки, груши, абрикосы), многим из которых под сто лет. Местные жители в теплое время года производят уборку на территории сада.
- Футбольное поле
- Здание, в котором при царской России жил помещик Горкушкин, в подвальном помещении есть подземный ход. При советской власти и вплоть до 2002 года в этом здании располагалась Зареченская больница. Сейчас в этом здании расположен спортзал. https://commons.m.wikimedia.org/wiki/File:%D0%94%D0%BE%D0%BC_%D0%BF%D0%BE%D0%BC%D0%B5%D1%89%D0%B8%D0%BA%D0%B0_%D0%93%D0%BE%D1%80%D0%BA%D1%83%D1%88%D0%BA%D0%B8%D0%BD%D0%B0_._%D0%9F%D0%BE%D1%81%D1%91%D0%BB%D0%BE%D0%BA_%D0%97%D0%B0%D1%80%D0%B5%D1%87%D0%BD%D1%8B%D0%B9_%D0%9A%D0%A7%D0%A0.jpg?markasread=25175670&markasreadwiki=commonswiki